# Ялмар Бергман
Ялмар Фредрік Елгерус Бергман (швед. Hjalmar Fredrik Elgérus Bergman; 19 вересня 1883, Еребру, Швеція — 1 січня 1931, Берлін, Німеччина) — шведський письменник та сценарист.

## Біографія
Народився 1883 року в Еребру в родині банкіра. Навчався в Упальському університеті, проте навчання не закінчив, натомість почавши життя вільного письменника. Одружився зі Стіною Ліндберг, дочкою актора та продюсера Августа Ліндберга. До 1915 року жив на утриманні батька, поки той не помер. Після його смерті з'ясувалось, що у нього були борги, тому Ялмар був змушений працювати, продаючи свої твори. Це дало йому поштовх і впродовж наступних десяти років значно виріс у професійному плані.
Згодом спробував себе у ролі сценариста в Голлівуді, однак успіху не досягнув. Натомість почав зловживати алкоголем та наркотиками, через які й помер. Його останній роман «Клоун Як» (Clownen Jac) відображав усвідомлення ним поступового руху до самознищення.

## Вибрана фільмографія
- «Карл XII» (1925)
- «Ідеальний джентльмен» (1927)